# Jein (Comic)
Jein ist ein Comic von Büke Schwarz. Hauptperson ist Elâ Wolf, die als Künstlerin in Berlin lebt und mit den Vorbereitungen für eine Ausstellung beschäftigt ist. Die Erzählung ist persönlich, aber nicht autobiografisch geprägt. So sind zum Beispiel deutliche Ähnlichkeiten zwischen Schwarz und ihrer Protagonistin zu erkennen. Das Werk erschien 2020 beim Jaja Verlag.

## Inhalt
Elâ Wolf lebt als Malerin meist großformatiger Gemälde in Berlin. Ihr Vater stammt aus der Türkei, ihre Mutter ist Deutsche. Ihrer Meinung nach spielt die eigene Herkunft allerdings weder für ihre Kunst noch ihr Leben eine nennenswerte Rolle; Fragen danach gehen ihr eher auf die Nerven. Als Preisträgerin der (fiktiven) Goldmund-Stiftung einer Berliner Kunstmäzenin soll Elâ eine Ausstellung mit ausrichten. Während sie mit Vorbereitungen beschäftigt ist, wird am 16. April 2017 ein Verfassungsreferendum in der Türkei von den Wählern angenommen, das Exekutivbefugnisse in der Hand des Präsidenten bündelt und seinen Einfluss auf die Justiz erweitert. Elâ sieht sich mit der Politik ihrer zweiten Heimat konfrontiert. Sie stellt sich immer mehr die Frage, ob und wenn ja wie sie sich künstlerisch mit der gesellschaftlichen Entwicklung auseinandersetzen soll.
Die Situation scheint eine klare Positionierung einzufordern, was Elâ aber wegen der komplexen Zusammenhänge schwerfällt. Auch bei den Vorbereitungen für die Ausstellung „Jein“, die sie gemeinsam mit den drei weiteren Preisträgern der Kunststiftung Helen, Orson und Robert organisiert, stehen sie vor dieser Herausforderung, weil das Wort „Jein“ eher als Entscheidungsschwäche oder Vermeidungsverhalten gesehen wird. Ihre Herkunft steht hinter den Kulissen und in der Öffentlichkeit wiederholt im Mittelpunkt. Insbesondere mit Robert führt sie kontroverse Gespräche über das Thema. Unter anderem bezüglich der Biennale in Istanbul plädiert Elâ für einen Boykott, während Robert auf Dialog und Austausch durch eine Teilnahme hofft. In einem Fernsehbeitrag kurz vor Eröffnung der Vernissage äußert sich die Künstlerin zum ersten Mal öffentlich kritisch gegenüber der türkischen Politik. Daraufhin sieht sie sich Anfeindungen von Verfechtern des Referendums ausgesetzt, die ihr online Hassnachrichten schicken und sie zum Teil auf der Straße verfolgen und bedrängen. Darüber hinaus kommt Elâs konservativer Vater und Anhänger des Präsidenten Recep Tayyip Erdoğan überraschend aus Istanbul zu Besuch, der sie dazu drängen will, ihre Kunst in der Türkei nach den dortigen Regeln zu machen.
Am Ende muss Elâ sich am Flughafen entscheiden, ob sie ihre Kunst in einer prestigeträchtigen New Yorker Galerie ausstellen soll oder als Ausdruck des Protests auf der Biennale in Istanbul. Ihre Wahl bleibt offen; es wird nicht gezeigt, in welches Flugzeug sie letztendlich steigt.

## Entstehung und Stil
Nach dem erfolgreichen Verfassungsreferendum in der Türkei war Büke Schwarz „ziemlich geschockt und ein bisschen wütend und irritiert“, aber auch etwas traurig. Eine Mehrheit der Wahlberechtigten in der Türkei und Deutschland hatte für weitreichende Machtbefugnisse des Präsidenten Erdoğan gestimmt. Schwarz ist Tochter einer Türkin, besitzt selbst aber nur die deutsche Staatsbürgerschaft und durfte deswegen nicht wählen. Sie wollte das für sie emotionale Thema als Comic verarbeiten. Die Ähnlichkeiten mit ihrer Hauptfigur sind nach Aussage der Künstlerin nicht zu übersehen, das Werk falle zwar persönlich, aber nur äußerst gering autobiografisch geprägt aus. Zum einen entschied sich Schwarz für Berlin als Handlungsort, da sie selbst nicht in der Türkei lebt und die Situation dort gar nicht richtig nachvollziehen könne. Zum anderen sollten sich auch Leser mit den Personen identifizieren können, die keinen persönlichen Bezug zu dem Thema haben.
Vor ihrer Arbeit an Jein war Schwarz hauptsächlich als Malerin in Berlin aktiv. Ihre Werke entstanden häufig in Zyklen, bei denen die einzelnen Bilder nicht für sich alleine stehen. Parallel beschäftigte sie sich mit der sequentiellen Erzählung im Bewegtbild. Außerdem betrachtet die Künstlerin das Erzählen von Geschichten als wichtige Kommunikationsform, die unter anderem als Zufluchts- oder Sehnsuchtsort dienen können. Deswegen „fühlte sich einfach richtig an, der logische nächste Schritt“ war, einen Comic zu gestalten.
Schwarz illustriert ihr Werk mit Hilfe skizzenhaft wirkender Tuschezeichnungen. Bis auf die doppelseitigen Kapitelanfänge, die in Farbe gehalten sind, beschränkt sich die Kolorierung auf Aquarell in Schwarz, Weiß und Grau. Die Überschriften der einzelnen Kapitel sind auf Türkisch, im kleineren Untertitel steht die deutsche Bezeichnung. Für die Charakterisierung nutzt Schwarz neben ihren Texten auch die Seiten- und Panelgestaltung. Die ersten Seiten und später Panels sind beispielsweise gänzlich in Schwarz gehalten. Schließlich wird das letzte von acht Panels der Seite grau, als der Brief der Goldmund-Stiftung entnommen wird, und es wird klar, dass die Szene aus dem Inneren von Elâs Briefkasten dargestellt ist, der von der anderen Seite geöffnet wird. An anderer Stelle greift die Protagonistin nach dem Panelrand und zieht ihn als schützende Papierschicht wie eine Decke über sich, als sie kurz nach dem Referendum nicht weiter weiß. Auf Einzelseiten sieht man die Künstlerin Elâ bei der Arbeit, ihre Gedanken stehen als Text ohne Sprechblase in der Illustration.

## Veröffentlichung
Jein erschien im Februar 2020 beim Jaja Verlag. Unter dem deutschen Titelschriftzug Jein sind die türkischen Wörter „evet“ (Ja) und „hayir“ (Nein) nur schwer erkennbar in Blindprägung gedruckt. Die Worte sind links beziehungsweise rechts der Bruchlinie angeordnet, die wie ein zerrissenes Blatt Papier das leicht verschobene Titelmotiv in zwei Hälften teilt. Der linke Teil zeigt Berlin, der rechte Istanbul. Elâ ist in der Mitte zu sehen, wie sie im Gehen die Linie überquert, jeweils einen Fuß auf jeder Seite.

## Kritiken
Jein stelle ein verblüffendes Debüt dar und sei „eine der schönsten Selbstbetrachtungen, die der deutsche Comic hervorgebracht hat“, hält Andreas Platthaus für die Frankfurter Allgemeine Zeitung fest. Den Titel verdanke Jein der „Zerrissenheit der Protagonistin zwischen Privatem und Politik, Ästhetik und Engagement“. Dass Elâs Beziehung zu anderen Figuren wie Robert von ihrem Zwiespalt unberührt bleibt, sei ein Schwachpunkt der Handlung. Auch das offene Ende sei „arg plakativ“. Eine weitere Schwäche stelle die „radikale Reduktion auf die Protagonistin [dar], wenn es um Ambivalenzen geht“. Ihr Vater etwa falle nur als das „Klischeebild eines türkischen Nationalisten“ aus. Jein zeige aber auch große Stärken, insbesondere das zweite Kapitel „Manifesto“ sei eine „grandiose Kurzgeschichte [und] Genuss, stilistisch und inhaltlich!“ Schwarz habe ein „riesiges Comic-Talent“, und manchmal erinnere der Comic an Venustransit von Hamed Eshrat aus dem Jahr 2015.
Für Birte Förster im Tagesspiegel stellt Jein ein „spannendes und unterhaltsames Debüt [dar], das zum Nachdenken anregt und auf mehr hoffen lässt“. Schwarz stelle dabei „relevante Fragen über die Verantwortung des Künstlers und der gesellschaftlichen Funktion der Kunst“. Schon der Einstieg sitze und dank „viel erzählerischem Geschick und dramaturgischer Dynamik“ lasse einen die Geschichte „so schnell nicht mehr los“.
Schwarz beherrsche das Genre Comic „auf Anhieb virtuos“, schreibt Oliver Stenzel für Kontext: Wochenzeitung. Sie schaffe es, in ihrem Erstlingswerk „schwierige Fragen leichtfüßig ins Bild zu setzen: nach Identität und Rollenzuschreibungen, nach politischem Engagement“, erzähle trotz des Humors aber „nie oberflächlich und flach“. Die Inszenierung wirke, „als seien in gleichen, kurzen Abständen Einzelbilder aus einem Film genommen“, die Dialoge wären „so lebendig und gut verteilt, dass es einen erstaunlichen Sog beim Lesen erzeugt“. Das schafften „in dieser Intensität nicht allzu viele Genre-Werke“.

## Auszeichnungen
2020 wurde Jein mit einem GINCO Award als „Bester Lang-Comic“ geehrt. Laut Jury erzählt Schwarz „[k]lar und direkt und dennoch zeichnerisch verspielt“. Die Ambivalenz des Titels durchdringe ebenfalls die Erzählung selbst und bringe dabei „verschiedene Seiten und Argumente zum Vorschein“. Auch das Wechselspiel zwischen Form und Inhalt überzeugte die Jurymitglieder.
Im gleichen Jahr erhielt der Comic den dritten Platz auf der Comic-Bestenliste des ersten Quartals vom RBB. Der bewusst gewählte Titel stehe für den „Zwang, bei komplexen Fragestellungen plötzlich klar Position ergreifen zu müssen“. Die auf den ersten Blick „schwere Kost“ thematisiere die „erhellende Graphic Novel […] mit lockerem Strich und viel Humor“.